# Halo (optika atmosfere)
Halo (lat. halo, akuzativ od halos < grč. ἅλως: gumno, okruglo mesto) je optička pojava u Zemljinoj atmosferi (optika atmosfere) kada se Sunce ili Mesec naziru kroz tanak sloj oblaka s kristalima leda. Najpoznatiji je krug oko Sunca ili Meseca (potpuni ili njegov deo) prečnika 22° (22° halo ili mali halo) koji je na unutarnjoj strani crvenkaste, a na spoljnoj strani plavkaste boje; mnogo ređi je halo veličine 46° (46° halo ili veliki halo).
U istu grupu optičkih pojava spadaju i: 
- lažna Sunca, parheliji ili pasunca, belkaste mrlje na delu kruga sa obe strana ili samo s jedne strane Sunca ili Meseca, a na istom nagibu kao izvor svetlosti,
- tangentni lukovi (belkaste su boje i dodiruju krug haloa na gornjem vrhu),
- Sunčev stubovi (pojavljuju se iznad Sunca direktno pre njegova izlaska ili nakon zalaska) i drugo,
- cirkumzenitalni luk je optička pojava vrlo slična dugi i to je vrlo bledi luk okrenut krajevima prema gore (izokrenuta duga),
- cirkumhorizontalni luk može se videti kada visoko na nebu lebde sitni kristalići leda u obliku šestougaonih pločica,
- parhelijski krug se katkada može zapaziti uz halo u obliku prstena s ugaonim poluprečnikom od 22° (22° halo), ako je oblačni pokrov cirostratusa homogen, koji okružuje nebo paralelno s obzorom (horizontom), a prolazi kroz Sunce i parhelije (lažna Sunca),
- protusunce ili antihelij je retka optička pojava koja se nalazi na parhelijskom krugu, na suprotnoj strani od Sunca,
- parantihelij je retka optička pojava koja se nalazi na parhelijskom krugu i 60° od protivsunca na strani (ustvari parantihelij se nalazi u vodoravnoj ravnini 120° od položaja Sunca pa se može nazvati i 120° lažno Sunce),
- Parijev luk je retka optička pojava koja se pojavljuje na na gornjoj strani 22° haloa, zajedno s gornjim tangencijalnim lukovima (iznad njih),
- supralateralni luk se pojavljuje na gornjoj strani 22° haloa, oko dvostruke duljine kruga, a stvara bledu traku duginih boja u širokom pojasu iznad Sunca,
- opisani halo se pojavljuje kad je Sunce više od 30° iznad obzora, a kad je Sunce niže od 30° iznad obzora, tangencijalni lukovi se pružaju uvis u obliku slova V.

Sve te pojave nastaju lomom zraka svetlosti na kristalićima leda pa se pojavljuju delomično spektralne boje ili nastaju refleksijom (odbijanjem) svetlosnih zraka na površinama kristala leda uz pojavu beličaste boje ili pak nastaju zajedničkim delovanjem oba procesa.

## Istorija
Dok je Aristotel pomenuo haloe i lažno sunce u antičkim vremenima, prvi evropski opisi kompleksnih prikaza su bili oni koje je ostavili Kristof Šejner u Rimu (oko 1630), Hevelije u Danzigu (1661), i Tobijas Lovic u Sent Pitersburgu (c. 1794). Kineski posmatrači su ih beležili vekovima, pri čemu je prvi zapis sekcija „Zvanične istorije dinastije Đin” (Đin Šu) iz 637, u „Deset Haloa” sadrži tehničke termine za 26 solarnih halo fenomena.

## Objašnjenje
Halo su svetlosne pojave u obliku prstenova, lukova, svetlosnih površina, stubova i tačaka, koje nastaju ako se između Sunca i Meseca i oka promatrača nalazi tanak sloj oblaka (cirusa ili cirostratusa) koji se sastoje od ledenih kristala. Pojava se najbolje vidi ako gustina oblaka nije tolika da bi sakrila Sunce. Pojava haloa može nastati i onda kad se svetlosni izvor nalazi iza padavinskih pruga iz oblaka, koje ne dosežu tlo (takozvane virge), a i u blizini tla kad je magla od ledenih kristala.
Halo se pojavljuje u različitim oblicima, a može se raspodeliti u dve glavne grupe: halo koji se pojavljuje u obliku kruga oko Sunca, iznutra crvenkaste boje, najčešće ugaonog prečnika 22° (22° halo ili mali halo), a ređe 46° (46° halo ili veliki halo), od kojih prvi ima i takozvana lažna Sunca ili parhelije, te halo koji nije obojen (beo), u obliku vodoravnog kruga ili pak svetlih stubova.
Prvu teoriju haloa dao je E. Mariot i vezana je za prisutnost ledenih kristala u atmosferi. Ledeni se kristali pojavljuju u veoma različitim oblicima, a halo se vidi kod određenih najjednostavnijih oblika kristala, i to kod heksagonalnih pločica, heksagonalnih stubića (prizmi), katkada s heksagonalnom pločicom s obe strane, kod međuoblika kristala, na primer kratke prizme s otprilike jednakom visinom i širinom, kod prizmi sa šiljkom i slično.
U atmosferi različiti ledeni kristali obično zauzimaju određenu srednju orijentaciju tako da bi im otpor vazduha u padu bio maksimalan i pri tom se njišu. Ustanovljeno je da pločice padaju tako da im je osa c normalna, kratke prizme orijentišu se proizvoljno u svim smerovima, dok duge prizme padaju tako da im je osa c vodoravna. Ledeni kristalići sa bridovima većim od 0,5  teže da rotiraju u padu.
U teoriji haloa valja uvažavati orijentaciju glavne ose c kristala. Kad je glavna osa c orijentisana vodoravno ili normalno, pojavljuje se strogo orijentisani halo, a kad je ta osa orijentisana u svim mogućim smerovima, tad se halo oblikuje u obliku vodoravnog kruga, kojemu se u središtu nalazi Sunce.
Otklon zraka nakon prolaza kroz ledeni kristal jeste:
{\displaystyle D=u-1+u'-1'=u+u'-\alpha }
Kao i kod duge, najjača jačina (intenzitet) svetla nakon prolaza kroz kristal pojavljuje se kod zraka koji imaju minimalni otklon  što je određeno uslovom:
{\displaystyle \sin {\frac {D_{min}+\alpha }{2}}=n\cdot \sin {\frac {\alpha }{2}}}
gde je: α - ugao ledene prizme (ovde 60° ili 90°), a „n” - indeks prelamanja za led.
Za razliku od duge, kod koje na istu kapljicu upadaju zraci svetlosti pod različitim upadnim uglovima, u kristalnom oblaku potrebno je mnoštvo kristala, koji su prema upadnim zracima izloženi pod različitim upadnim uglovima, pa samo oni zraci Sunca ili Meseca koji upadaju pod uglom  stvaraju svetli, najmanje otklonjeni zrak (drugi zraci stvaraju samo bledu opštu pozadinu na udaljenosti od Sunca, koje je veće od ). Većina haloa može se objasniti jednostavnim zakonima loma svetlosti na prizmama s uglovima 60°, odnosno 90°. Dobijanje različitih oblika haloa zavisi od toga pod kakvim upadnim uglom zahvaćaju zrake svetlosti pločice ili heksagonalne prizme, odnosno kakva je orijentacija kristala.
Halo u obliku kruga oko Sunca, koji ima ugaoni poluprečnik 22° (22° halo) i ugaonu širinu približno 1,5°, najčešći je od svih haloa (90% slučajeva). Nastaje otklonom na prizmama sa uglom 60° kao svetlosni prsten, često prljavo crven ili smeđkaste boje, katkada belkaste boje. Idući prema spoljašnjem rubu prstena, zapaža se beli veo, kojem jačina (intenzitet) svetlosti prema spolja opada, a nastaje preklapanjem boja.
Halo u obliku prstena s ugaonim poluprečnikom od 46° (46° halo), često lepo obojen, obično se vidi samo u delovima. Nastaje minimalnim otklonom na dugim i kratkim prizmama sa uglom 90°, koje su proizvoljno orijentisane. Jačina haloa je dosta slaba.
Uz halo u obliku prstena sa ugaonim poluprečnikom od 22°, ako je oblačni pokrov cirostratusa homogen, katkada se može zapaziti takozvani parhelijski krug, koji okružuje nebo paralelno sa horizontom, a prolazi kroz Sunce i parhelije (lažna Sunca). Nastaje refleksijom na normalnim površinama pločica ili dugih prizmi, ali se retko pojavljuje. Na ovom se krugu na suprotnoj strani od Sunca pojavljuje protivsunce (antihelij) i 60° od njega u stranu parantiheliji kao bele svetle mrlje nastale unutrašnjom refleksijom na kristalima.
Uz taj halo nastaju dosta često i gornji i donji tangencijalni lukovi kosim prolazom zraka svetlosti s obzirom na glavnu ravan dugih prizmi sa uglom 60°, te lažna Sunca ili pasunca, odnosno pameseci (parheliji i parselene), takođe kosim prolazom zraka svetlosti kroz normalno orijentisane pločice. Pasunce je česta pojava uz halo i najsjajnija je od svih halo oblika s lepim bojama i belim repom prema spolja. Kako se Sunce podiže na nebu, pasunca se udaljavaju od Sunca, a poklapaju se sa haloom kad se Sunce približava horizontu.
Tangencijalni lukovi oko haloa u obliku prstena sa ugaonim poluprečnikom od 46° prilično su česti i jaki (intenzivni), sa čistim bojama nalik na dugine boje. Poput cirkumzenitalnog luka, i ova pojava nastaje lomom na prizmama sa uglom 90°, vodoravno orijentisanim (cirkumzenitalnini luk na normalno orijentisanim pločicama). Cirkumzenitalni luk ne nastaje ako je Sunce iznad 32,3° iznad horizonta. Normalni stubovi nastaju u produženju Sunca kao posledica refleksije na pobočnim površinama dugačkih prizmi ili osnovnim površinama pločica.
| Boja       | Pripadni indeks loma za led | Pripadni upadni ugao za ugao prizme α = 60° | Pripadni upadni ugao za ugao prizme α = 90° |
| ---------- | --------------------------- | ------------------------------------------- | ------------------------------------------- |
| Ljubičasta | 1,317                       | 22° 22'                                     | 47° 16'                                     |
| Žuta       | 1,310                       | 21° 50'                                     | 45° 44'                                     |
| Crvena     | 1,307                       | 21° 34'                                     | 45° 06'                                     |

### Lažno Sunce
Lažno Sunce ili pasunce u Zemljinoj atmosferi prestavlja optičku pojavu dve svetle mrlje na 22° sa obe strane Sunca na istoj visini nad horizontom. Pojava je srodna halou, a nastaje kada Sunce (ređe i Mesec) svetli kroz redak oblak heksagonalnih kristala leda, koji su orijentisani tako da im je glavna (heksagonalna) osa usmerena normalno.

### Sunčev stub
Sunčev stub ili svetlosni stub je optička pojava u obliku cele ili isprekidane svetle normalne pruge iznad ili ispod Sunca, obično kada se Sunce nalazi nisko nad horizontom, najčešće pri zalasku ili izlasku. Pojava nastaje u višim slojevima atmosfere zbog odbijanja (refleksije) Sunčevih zraka na stubičastim ili prizmičastim heksagonskim ledenim kristalima, kada im je glavna (heksagonska) osa usmerena normalno.

## Fotometeori
Fotometeori (grč. fos (φως) - „svetlo” + grč. metéoros (μετέωρος) = uzdignut u vazduh, lebdeći)) je zajednički pojam za široku grupu svetlosnih pojava u Zemljinoj atmosferi, koje nastaju refleksijom, lomom, interferencijom i difrakcijom zraka svetlosti Sunca ili Meseca na kapljicama oblaka ili magle, odnosno kristala leda oblaka. Obuhvaćaju pojave kao što su duga, halo, miraži, fatamorgana, korona, venac, glorija, svetlosni lukovi, lažna sunca i drugo.

## Galerija slika
- 22° halo[8][9] oko Meseca.
- Lažno Sunce ili pasunce (Hesen, 12. avgust 2012.)
- Svetlosni stub[10][11] blizu San Franciska.
- Na snimku sa Južnog pola mogu se videti: dva lažna Sunca ili pasunca (bleštava mesta sa strane), tangentni luk koji dodiruje krug haloa, 22° halo (krug) i drugo.
- Halo viđen u Portlandu, Oregon, SAD, 28. aprila 2014.
- Vrlo sjajna lažna Sunca ili pasunca u mestu Fargo, Severna Dakota, SAD. Vrhove lažnih Sunca dodiruju gore tangentni lukovi.